# Матрична теорема про дерева
Матрична теорема про дерева або теорема Кірхгофа — дає вираз для кількості кістякових дерев графа через визначник певної матриці.
Довів Густав Кірхгоф 1847 року; мотивуванням цієї теореми стали розрахунки електричних кіл[відсутнє в джерелі].

## Формулювання
Нехай {\displaystyle G} — зв'язний розмічений граф із матрицею Кірхгофа {\displaystyle M}. Усі алгебричні доповнення матриці Кірхгофа {\displaystyle M} рівні між собою та їх спільне значення дорівнює кількості кістякових дерев графа {\displaystyle G}.

## Приклад
| граф                                                                                 | 3 його кістякових дерева                                              | 3 його кістякових дерева                                                            | 3 його кістякових дерева                                                        |
| ------------------------------------------------------------------------------------ | --------------------------------------------------------------------- | ----------------------------------------------------------------------------------- | ------------------------------------------------------------------------------- |
| {\displaystyle {\begin{matrix}1&&4\\\mid &\smallsetminus &\mid \\2&-&3\end{matrix}}} | {\displaystyle {\begin{matrix}1&&4\\\mid &&\mid \\2&-&3\end{matrix}}} | {\displaystyle {\begin{matrix}1&&4\\\mid &\smallsetminus &\mid \\2&&3\end{matrix}}} | {\displaystyle {\begin{matrix}1&&4\\&\smallsetminus &\mid \\2&-&3\end{matrix}}} |

Для графа G з матрицею суміжності {\displaystyle A={\begin{bmatrix}0&1&1&0\\1&0&1&0\\1&1&0&1\\0&0&1&0\end{bmatrix}}} отримуємо: {\displaystyle M={\begin{bmatrix}2&-1&-1&0\\-1&2&-1&0\\-1&-1&3&-1\\0&0&-1&1\end{bmatrix}}}.
Алгебричне доповнення, наприклад, елемента M1, 2 дорівнює {\displaystyle (-1)^{(1+2)}{\begin{vmatrix}-1&-1&0\\-1&3&-1\\0&-1&1\end{vmatrix}}=3}, що збігається з кількістю кістяків.

## Наслідки
З матричної теореми виводиться:
- Формула Келі — число кістяків повного графа {\displaystyle K_{n}} дорівнює {\displaystyle n^{n-2}}.
- Число кістяків повного двочасткового графа {\displaystyle K_{m,n}} дорівнює {\displaystyle m^{n-1}\cdot n^{m-1}}.

## Узагальнення
Теорема узагальнюється на випадок мультиграфів і зважених графів. Для зваженого графа алгебричні доповнення елементів матриці Кірхгофа рівні сумі за всіма кістяками добутків ваг усіх їхніх ребер. Частковий випадок виходить, якщо взяти ваги рівними 1: сума добутків ваг кістяків дорівнюватиме кількості кістяків.